# Mineral (gruppo musicale)
I Mineral sono un gruppo indie emo della metà degli anni '90, originaria di Austin, nel Texas. Facenti parte della scena Midwest emo, sono considerati uno dei più importanti gruppi emo degli anni 90, al pari di Sunny Day Real Estate, Texas Is The Reason e The Get Up Kids. Dopo lo scioglimento del gruppo i suoi ex membri si sono concentrati su altri progetti, tra i quali The Gloria Record, Pop Unknown e Zookeeper.

## Sonorità
La musica dei Mineral è caratterizzata dall'alternarsi di momenti di calma a momenti invece fragorosi, ai quali si sovrappongono le linee melodiche, e a volte atipiche, del cantato ed eterei passaggi strumentali prevalentemente chitarristici. Molte delle loro canzoni aderiscono a quella formula, ormai convenzione stilistica, che spesso è associata a quelli che sono considerati i pionieri del genere post-emo nell'indie-rock: i Sunny Day Real Estate. Nonostante le evidenti somiglianze, però, andrebbe notato che i Mineral emersero in contemporanea ai Sunny Day Real Estate ed aggiunsero all'allora emergente sound "emo del midwest" un loro specifico gusto, più meditabondo. Il sottile equilibrio raggiunto dai Mineral tra le dinamiche dettate da ansia e malessere ed il substrato più pensieroso, combinato a testi non banali, ha influenzato molti altri gruppi indie-rock ed emo della fine degli anni '90 e degli anni 2000.

## Storia del gruppo
I quattro di Austin si misero assieme nel 1994 e subito dopo pubblicarono un primo 7" su Audio Concept, l'etichetta gestita da Kerry McDonald dei Christie Front Drive. Il lavoro fu poi ristampato dalla Caulfield Records ed una copia del disco raggiunse la redazione di una fanzine musicale del Colorado. Questa fece poi pervenire un 7" a Fred della Crank! Records che immediatamente contattò i Mineral. L'etichetta stampò gli unici due album del gruppo: The Power of Failing ed End Serenading. Poco dopo la pubblicazione di questo disco il gruppo si sciolse.
Nel 2010 è stato pubblicato in Giappone un album contenente tutte le canzoni registrate dalla band durante la loro carriera (eccetto "Sadder Star", da the First Crush compilation), intitolato "The Complete Collection".
Nel 2014 si sono ufficialmente riuniti.

## Discografia

### Singoli
- "Gloria/Parking Lot" (The Audio Concept Records, 1994)
- "Gloria/Parking Lot" (Caulfield Records, re-release, 1995)
- "February/M.D." (Caulfield Records, 1996)
- "Crazy (Willie Nelson cover)" (split release with Jimmy Eat World and Sensefield – Crank!, 1997)
- "&Serenading"/"Love My Way" (Psychedelic Furs cover) (Crank!, 1998)
- "Aurora"/"Your Body Is The World" (House Arrest, 2019)

### Album in studio
- 1996 – The Power of Failing (Crank! Records)
- 1998 – EndSerenading (Crank! Records)

### Compilation
- (don't forget to) breathe - "Rubberlegs" (crank! A RECORD COMPANY, 1997)
- the first crush compilation - "Sadder Star" (thick as thieves, 1997)
- Fer Shure: A Tribute to the Valley Girl Soundtrack - "Love My Way" (Psychedlic Furs cover) (Itchy Korean Records, 1997)

## Progetti correlati
- The Gloria Record – Christopher Simpson, Jeremy Gomez
- Imbroco – Gabriel Wiley, Scott David McCarver
- Kissing Chaos – Gabriel Wiley
- Pop Unknown – Gabriel Wiley
- Pretty the Quick Black Eyes – Scott David McCarver
- Zookeeper – Chris Simpson (& sometimes Jeremy Gomez)